# Gotthard Heinrici
Gotthard Heinrici, nemški general, * 25. december 1886, Gumbinnen, Vzhodna Prusija, † 13. december 1971, Waiblingen.

## Napredovanja
- Fahnenjunker-Unteroffizier (19. julij 1905)
- Fähnrich (19. december 1905)
- poročnik (18. avgust 1906)
- nadporočnik (17. februar 1914)
- stotnik (18. junij 1915)
- major (1. februar 1926)
- podpolkovnik (1. avgust 1930)
- polkovnik (1. marec 1933)
- generalmajor (1. januar 1936)
- generalporočnik (1. marec 1938)
- general pehote (1. junij 1940)
- generalpolkovnik (30. januar 1943)

## Odlikovanja
- viteški križ železnega križa (510.; 18. september 1941)
- viteški križ železnega križa s hrastovimi listi (333.; 24. november 1943)
- viteški križ železnega križa s hrastovimi listi in meči (136.; 3. marec 1945)
- 1914 železni križec I. razreda (24. julij 1915)
- 1914 železni križec II. razreda (27. september 1914)
- Hamburgisches Hanseatenkreuz
- RK II. Klasse des Grossherzoglich Sachsen-Weimarischen Hausordens der Wachsamkeit oder von weissen Falken mit Schwertern
- RK II. Klasse des Herzoglich Sachsen-Ernestinischen Hausordens mit Schwertern
- Grossherzoglich Sachsen-Coburg-Gothaisches Karl Eduard-Kriegskreuz
- Grossherzoglich Sachsen-Coburg-Gothaische Karl Eduard-Medaille II. Klasse mit Schwertern
- Reussisches Ehrenkreuz III. Klasse mit Schwertern
- Fürstl. Schwarzburgisches Ehrenkreuz III. Klasse mit Schwertern
- k.u.k. Österr. Militär-Verdienstkreuz III. Klasse mit der Kriegsdekoration
- Ehrenkreuz für Frontkämpfer
- Wehrmacht-Dienstauszeichnung IV. bis I. Klasse
- Spange zum EK I: 16.06.1940
- Spange zum EK II: 13.05.1940
- Medaille »Winterschlacht im Osten 1941/1942«